# Grand Prix automobile de Saint-Marin 2003
GP précédent GP suivant
Le Grand Prix automobile de Saint-Marin 2003 (Gran Premio Foster's di San Marino 2003), disputé sur l'Autodromo Enzo e Dino Ferrari le 20 avril 2003, est la 701e épreuve de l'histoire du championnat du monde de Formule 1 courue depuis 1950 et la quatrième épreuve du championnat 2003.

## Classement
| Pos  | N° | Pilote                | Écurie           | Tours | Temps/Abandon                      | Grille | Points |
| ---- | -- | --------------------- | ---------------- | ----- | ---------------------------------- | ------ | ------ |
| 1    | 1  | Michael Schumacher    | Ferrari          | 62    | 1 h 28 min 12 s 058 (207,895 km/h) | 1      | 10     |
| 2    | 6  | Kimi Räikkönen        | McLaren-Mercedes | 62    | + 1 s 882                          | 6      | 8      |
| 3    | 2  | Rubens Barrichello    | Ferrari          | 62    | + 2 s 291                          | 3      | 6      |
| 4    | 4  | Ralf Schumacher       | Williams-BMW     | 62    | + 8 s 803                          | 2      | 5      |
| 5    | 5  | David Coulthard       | McLaren-Mercedes | 62    | + 9 s 411                          | 12     | 4      |
| 6    | 8  | Fernando Alonso       | Renault          | 62    | + 43 s 689                         | 8      | 3      |
| 7    | 3  | Juan Pablo Montoya    | Williams-BMW     | 62    | + 45 s 271                         | 4      | 2      |
| 8    | 17 | Jenson Button         | BAR-Honda        | 61    | + 1 tour                           | 9      | 1      |
| 9    | 20 | Olivier Panis         | Toyota           | 61    | + 1 tour                           | 10     |        |
| 10   | 9  | Nick Heidfeld         | Sauber-Petronas  | 61    | + 1 tour                           | 11     |        |
| 11   | 10 | Heinz-Harald Frentzen | Sauber-Petronas  | 61    | + 1 tour                           | 14     |        |
| 12   | 21 | Cristiano da Matta    | Toyota           | 61    | + 1 tour                           | 13     |        |
| 13   | 7  | Jarno Trulli          | Renault          | 61    | + 1 tour                           | 16     |        |
| 14   | 15 | Antônio Pizzonia      | Jaguar-Cosworth  | 60    | + 2 tours                          | 15     |        |
| 15   | 11 | Giancarlo Fisichella  | Jordan-Ford      | 57    | + 5 tours                          | 17     |        |
| Abd. | 14 | Mark Webber           | Jaguar-Cosworth  | 54    | Arbre de direction                 | 5      |        |
| Abd. | 12 | Ralph Firman          | Jordan-Ford      | 51    | Circuit d'huile                    | 19     |        |
| Abd. | 19 | Jos Verstappen        | Minardi-Cosworth | 38    | Panne électrique                   | 20     |        |
| Abd. | 18 | Justin Wilson         | Minardi-Cosworth | 23    | Durite d'essence                   | 18     |        |
| Abd. | 16 | Jacques Villeneuve    | BAR-Honda        | 19    | Moteur                             | 7      |        |

## Pole position et record du tour
- Pole position : Michael Schumacher en 1 min 22 s 327
- Meilleur tour en course : Michael Schumacher en 1 min 22 s 491 au 17e tour.

## Tours en tête
- Ralf Schumacher : 15 (1-15)
- Michael Schumacher : 42 (16-18 / 23-49 / 51-62)
- Kimi Räikkönen : 4 (19-22)
- Rubens Barrichello : 1 (50)

## Statistiques
- 65e victoire pour Michael Schumacher.
- 160e victoire pour Ferrari en tant que constructeur.
- 160e victoire pour Ferrari en tant que motoriste.
- Ce jour-là, les frères Schumacher portaient un brassard noir, pour rendre hommage à leur mère, décédée d'une hémorragie.